# Верхогляд Василь Карпович
Василь Карпович Верхогляд (нар. 15 листопада 1930, село Устянівка, тепер Шепетівського району Хмельницької області) — український діяч, голова колгоспу імені Горького, заступник голови сільськогосподарського підприємства «Врожай» села Судилків Шепетівського району Хмельницької області. Народний депутат України 2-го скликання. 

## Життєпис
Народився у селянській родині 15 листопада 1930 року. У 1950 році закінчив Грицівську середню школу Хмельницької області.
У 1950—1953 роках — служба в Радянській армії.
У листопаді 1953 — травні 1957 року —  завідувач відділу шкіл і піонерії, секретар Грицівський районного комітету ЛКСМУ Хмельницької області. Член КПРС.
У травні 1957 — серпні 1962 року —  секретар партійної організації, заступник голови колгоспу імені Фрунзе Хмельницької області.
Закінчив заочно Львівський державний університет імені Івана Франка, вчитель російської мови і літератури.
У серпні 1962 — 1963 року — вчитель Хутірської восьмирічної школи Шепетівського району Хмельницької області. 
У 1963 — листопаді 1967 року — завідувач навчальної частини, директор Орлинецької восьмирічної школи Шепетівського району Хмельницької області.
У листопаді 1967 — червні 1969 року — секретар партійної організації колгоспу імені Фрунзе Хмельницької області.
У червні 1969 — лютому 1979 року — голова колгоспу імені Фрунзе Шепетівського району Хмельницької області.
У лютому 1979 — 1993 року — голова колгоспу імені Горького села Судилків Шепетівського району Хмельницької області.
У 1993—1994 роках — заступник голови сільськогосподарського підприємства «Врожай» села Судилків Шепетівського району Хмельницької області. Член КПУ.
Народний депутат України 2-го демократичного скликання з 04.1994 (2-й тур) до .04.1998, Шепетівський виборчий округ № 409, Хмельницька область. Член Комітету з питань АПК, земельних ресурсів та соціально-економічного розвитку села. Член депутатської фракції комуністів.